# Richard I. (Normandie)

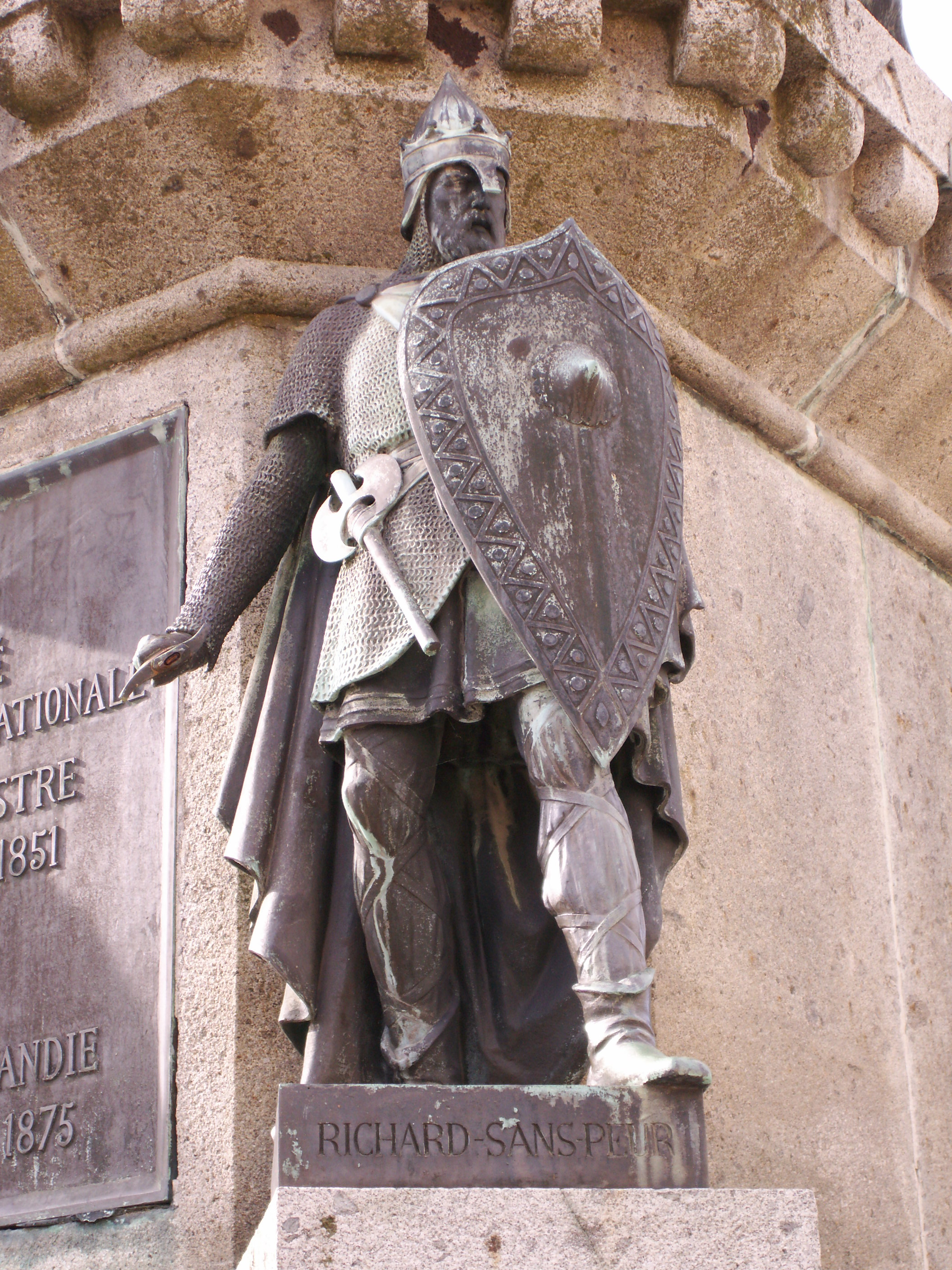
Richard I.

Richard I., genannt Ohnefurcht (Sans Peur), (* um 930 in Fécamp; † 20. November 996 ebenda) war der erste Herzog der Normandie.
Er war der Sohn von Wilhelm I., Graf von Rouen und Jarl der Normannen, und von Sprota, einer bretonischen Kriegsgefangenen und Konkubine, die nach Wilhelms Tod einen reichen Müller mit Namen Esperleng heiratete.
Als Wilhelm I. 942 ermordet wurde, war Richard noch ein Kind, so dass er König Ludwig IV. nicht daran hindern konnte, die Normandie zu besetzen. Vermutlich hielt dieser ihn an seinem Hof in Laon gefangen und setzte in der Normandie mit Raoul Tourte einen Statthalter ein. Gegen den Widerstand der Normannen, die Unterstützung vom dänischen König Harald Blauzahn erhielten, verbündete sich Ludwig zeitweise mit seinem Rivalen Hugo dem Großen, wurde aber von den Normannen 945 in Rouen gefangen genommen und an Hugo ausgeliefert. Etwa um die gleiche Zeit konnte Richard in die Normandie zurückkehren, wo er den Titel eines Herzogs annahm.
Um 956 ernannte ihn Hugo der Große zum Beschützer seines Sohnes und späteren Königs Hugo Capet und verlobte seine Tochter Emma von Paris mit ihm, die Richard 960 heiratete, die aber vermutlich kinderlos starb (nach 966). Laut Robert von Torigni ging Richard kurz nach Emmas Tod auf die Jagd, wo er sich bei einem Aufenthalt in die Dänin Seinfreda verliebte. Diese war aber schon verheiratet und forderte Richard deshalb auf, sein Glück bei ihrer älteren Schwester Gunnora zu versuchen. Die Kinder aus dieser Beziehung wurden erst nachträglich durch die Eheschließung legitimiert.
Richard holte Wilhelm von Volpiano, Abt von St. Bénigne, ins Land und ließ auf der Insel Mont-Saint-Michel ein Benediktinerkloster errichten und die während der Wikingereinfälle zerstörte Kirche von Fécamp wiederaufbauen.

## Nachkommen
Nachkommen Richards mit Gunnor von Dänemark sind:
- Richard II., Herzog der Normandie;
- Robert († 1037), Erzbischof von Rouen, Graf von Évreux;
- Mauger († nach 1033), Graf von Corbeil;
- Robert Danus († 985/989);
- Emma (* um 987; † 6. März 1052), ⚭ I) 1002 Æthelred II., König von England, ⚭ II) 1016 Knut der Große, König von England, später auch König von Dänemark und Norwegen;
- Hawise, ⚭ Gottfried I. Herzog der Bretagne;
- Mathilde ⚭ Odo II., Graf von Blois, Champagne und Chartres.

Weitere Nachkommen:
- Geoffroy de Brionne (* um 970), Graf von Brionne;
- Wilhelm (* um 985), Graf von Eu.